# André Fussenegger
André Fussenegger (ur. 31 stycznia 2003) – austriacki skoczek narciarski, reprezentant klubu SV Dornbirn. Złoty medalista zimowego olimpijskiego festiwalu młodzieży Europy w konkursie drużynowym (2022).
W grudniu 2021 zadebiutował w Alpen Cupie, zajmując 39. miejsce w Seefeld. 18 września 2021 zadebiutował w FIS Cupie, zajmując 5. lokatę w Villach. Kilka dni później dwukrotnie zwyciężył w zawodach tego cyklu w Lahti. W styczniu 2022 zadebiutował w Pucharze Kontynentalnym, zajmując 20. i 15. miejsce w Innsbrucku. W marcu tego samego roku wystartował na Zimowym Olimpijskim Festiwalu Młodzieży Europy 2022, na którym zajął 10. miejsce indywidualnie, a w konkursie drużynowym zdobył złoty medal. We wrześniu 2022 zadebiutował w Letnim Grand Prix, zajmując 44. miejsce w zawodach w Hinzenbach. 18 lutego 2023 w swoim pierwszym starcie w Pucharze Świata zajął 42. lokatę w Râșnovie.
W marcu 2025 ogłosił zakończenie sportowej kariery.

## Zimowy olimpijski festiwal młodzieży Europy

### Indywidualnie
| 2022 Vuokatti/Lahti | – | 10. miejsce |

### Drużynowo
| 2022 Vuokatti/Lahti | – | złoty medal |

### Starty A. Fusseneggera na zimowym olimpijskim festiwalu młodzieży Europy – szczegółowo
| Miejsce | Dzień    | Rok  | Miejscowość | Skocznia     | Punkt K | HS     | Konkurs  | Skok 1 | Skok 2 | Nota                  | Strata   | Zwycięzca      |
| ------- | -------- | ---- | ----------- | ------------ | ------- | ------ | -------- | ------ | ------ | --------------------- | -------- | -------------- |
| 10.     | 23 marca | 2022 | Lahti       | Salpausselkä | K-95    | HS-100 | indywid. | 90,0 m | 90,0 m | 225,5 pkt             | 25,0 pkt | Jonas Schuster |
| 1.      | 24 marca | 2022 | Lahti       | Salpausselkä | K-95    | HS-100 | druż.    | 90,0 m | 89,0 m | 920,0 pkt (219,4 pkt) | –        | –              |

## Puchar Świata

### Miejsca w poszczególnych konkursach indywidualnychPucharu Świata
| Źródło | Źródło      | Źródło     | Źródło     | Źródło                 | Źródło                 | Źródło          | Źródło          | Źródło           | Źródło                       | Źródło          | Źródło              | Źródło         | Źródło        | Źródło        | Źródło        | Źródło                | Źródło                | Źródło          | Źródło          | Źródło            | Źródło            | Źródło      | Źródło     | Źródło     | Źródło            | Źródło            | Źródło          | Źródło          | Źródło      | Źródło        | Źródło        | Źródło | Źródło | Źródło | Źródło | Źródło | Źródło | Źródło | Źródło | Źródło | Źródło | Źródło | Źródło | Źródło | Źródło | Źródło | Źródło | Źródło | Źródło |
| --- | ----------- | ---------- | ---------- | ---------------------- | ---------------------- | --------------- | --------------- | ---------------- | ---------------------------- | --------------- | ------------------- | -------------- | ------------- | ------------- | ------------- | --------------------- | --------------------- | --------------- | --------------- | ----------------- | ----------------- | ----------- | ---------- | ---------- | ----------------- | ----------------- | --------------- | --------------- | ----------- | ------------- | ------------- | ------ | ------ | ------ | ------ | ------ | ------ | ------ | ------ | ------ | ------ | ------ | ------ | ------ | ------ | ------ | ------ | ------ | ------ |
| Sezon 2022/2023 |             |            |            |                        |                        |                 |                 |                  |                              |                 |                     |                |               |               |               |                       |                       |                 |                 |                   |                   |             |            |            |                   |                   |                 |                 |             |               |               |        |        |        |        |        |        |        |        |        |        |        |        |        |        |        |        |        |        |
| Wisła HS134 | Wisła HS134 | Ruka HS142 | Ruka HS142 | Titisee-Neustadt HS142 | Titisee-Neustadt HS142 | Engelberg HS140 | Engelberg HS140 | Oberstdorf HS137 | Garmisch-Partenkirchen HS142 | Innsbruck HS128 | Bischofshofen HS142 | Zakopane HS140 | Sapporo HS137 | Sapporo HS137 | Sapporo HS137 | Bad Mitterndorf HS235 | Bad Mitterndorf HS235 | Willingen HS147 | Willingen HS147 | Lake Placid HS128 | Lake Placid HS128 | Râșnov HS97 | Oslo HS134 | Oslo HS134 | Lillehammer HS140 | Lillehammer HS140 | Vikersund HS240 | Vikersund HS240 | Lahti HS130 | Planica HS240 | Planica HS240 | punkty |        |        |        |        |        |        |        |        |        |        |        |        |        |        |        |        |        |
| - | -           | -          | -          | -                      | -                      | -               | -               | -                | -                            | -               | -                   | -              | -             | -             | -             | -                     | -                     | -               | -               | -                 | -                 | 42          | -          | -          | -                 | -                 | -               | -               | -           | -             | -             | 0      |        |        |        |        |        |        |        |        |        |        |        |        |        |        |        |        |        |
| Legenda |             |            |            |                        |                        |                 |                 |                  |                              |                 |                     |                |               |               |               |                       |                       |                 |                 |                   |                   |             |            |            |                   |                   |                 |                 |             |               |               |        |        |        |        |        |        |        |        |        |        |        |        |        |        |        |        |        |        |
| 1 2 3 4-10 11-30 poniżej 30 dq – dyskwalifikacja q – dyskwalifikacja w kwalifikacjach q – zawodnik nie zakwalifikował się - – zawodnik nie wystartował |             |            |            |                        |                        |                 |                 |                  |                              |                 |                     |                |               |               |               |                       |                       |                 |                 |                   |                   |             |            |            |                   |                   |                 |                 |             |               |               |        |        |        |        |        |        |        |        |        |        |        |        |        |        |        |        |        |        |

## Letnie Grand Prix

### Miejsca w poszczególnych konkursach indywidualnychLGP
| Źródło | Źródło           | Źródło           | Źródło      | Źródło          | Źródło            | Źródło          | Źródło          | Źródło            | Źródło | Źródło | Źródło | Źródło | Źródło | Źródło | Źródło | Źródło | Źródło | Źródło | Źródło | Źródło | Źródło | Źródło | Źródło | Źródło | Źródło | Źródło |
| --- | ---------------- | ---------------- | ----------- | --------------- | ----------------- | --------------- | --------------- | ----------------- | ------ | ------ | ------ | ------ | ------ | ------ | ------ | ------ | ------ | ------ | ------ | ------ | ------ | ------ | ------ | ------ | ------ | ------ |
| 2022 |                  |                  |             |                 |                   |                 |                 |                   |        |        |        |        |        |        |        |        |        |        |        |        |        |        |        |        |        |        |
| Wisła HS134 | Wisła HS134      | Courchevel HS135 | Râșnov HS97 | Hinzenbach HS90 | Klingenthal HS140 | punkty          | punkty          | punkty            | punkty | punkty |        |        |        |        |        |        |        |        |        |        |        |        |        |        |        |        |
| - | -                | -                | -           | 44              | -                 | 0               | 0               | 0                 | 0      | 0      |        |        |        |        |        |        |        |        |        |        |        |        |        |        |        |        |
| 2024 |                  |                  |             |                 |                   |                 |                 |                   |        |        |        |        |        |        |        |        |        |        |        |        |        |        |        |        |        |        |
| Courchevel HS132 | Courchevel HS132 | Wisła HS134      | Wisła HS134 | Râșnov HS97     | Râșnov HS97       | Hinzenbach HS90 | Hinzenbach HS90 | Klingenthal HS140 | punkty |        |        |        |        |        |        |        |        |        |        |        |        |        |        |        |        |        |
| - | -                | -                | -           | -               | -                 | 44              | -               | -                 | 0      |        |        |        |        |        |        |        |        |        |        |        |        |        |        |        |        |        |
| Legenda |                  |                  |             |                 |                   |                 |                 |                   |        |        |        |        |        |        |        |        |        |        |        |        |        |        |        |        |        |        |
| 1 2 3 4-10 11-30 poniżej 30 dq – dyskwalifikacja q – dyskwalifikacja w kwalifikacjach q – zawodnik nie zakwalifikował się - – zawodnik nie wystartował |                  |                  |             |                 |                   |                 |                 |                   |        |        |        |        |        |        |        |        |        |        |        |        |        |        |        |        |        |        |

## Puchar Kontynentalny

### Miejsca w klasyfikacji generalnej
| Sezon     | Miejsce |
| --------- | ------- |
| 2021/2022 | 76.     |

### Miejsca w poszczególnych konkursachPucharu Kontynentalnego
| Źródło                                                                        | Źródło            | Źródło          | Źródło          | Źródło     | Źródło     | Źródło          | Źródło          | Źródło           | Źródło           | Źródło          | Źródło          | Źródło              | Źródło              | Źródło              | Źródło           | Źródło           | Źródło     | Źródło     | Źródło        | Źródło        | Źródło      | Źródło      | Źródło         | Źródło         | Źródło         | Źródło | Źródło | Źródło | Źródło | Źródło | Źródło | Źródło | Źródło | Źródło | Źródło | Źródło | Źródło | Źródło | Źródło | Źródło | Źródło | Źródło | Źródło | Źródło | Źródło | Źródło | Źródło | Źródło | Źródło | Źródło | Źródło | Źródło | Źródło | Źródło | Źródło | Źródło | Źródło | Źródło | Źródło |
| ----------------------------------------------------------------------------- | ----------------- | --------------- | --------------- | ---------- | ---------- | --------------- | --------------- | ---------------- | ---------------- | --------------- | --------------- | ------------------- | ------------------- | ------------------- | ---------------- | ---------------- | ---------- | ---------- | ------------- | ------------- | ----------- | ----------- | -------------- | -------------- | -------------- | ------ | ------ | ------ | ------ | ------ | ------ | ------ | ------ | ------ | ------ | ------ | ------ | ------ | ------ | ------ | ------ | ------ | ------ | ------ | ------ | ------ | ------ | ------ | ------ | ------ | ------ | ------ | ------ | ------ | ------ | ------ | ------ | ------ | ------ |
| Sezon 2021/2022                                                               |                   |                 |                 |            |            |                 |                 |                  |                  |                 |                 |                     |                     |                     |                  |                  |            |            |               |               |             |             |                |                |                |        |        |        |        |        |        |        |        |        |        |        |        |        |        |        |        |        |        |        |        |        |        |        |        |        |        |        |        |        |        |        |        |        |        |
| Zhangjiakou HS140                                                             | Zhangjiakou HS140 | Vikersund HS117 | Vikersund HS117 | Ruka HS142 | Ruka HS142 | Engelberg HS140 | Engelberg HS140 | Oberstdorf HS137 | Oberstdorf HS137 | Innsbruck HS128 | Innsbruck HS128 | Iron Mountain HS133 | Iron Mountain HS133 | Iron Mountain HS133 | Brotterode HS117 | Brotterode HS117 | Rena HS139 | Rena HS139 | Planica HS138 | Planica HS138 | Lahti HS130 | Lahti HS130 | Zakopane HS140 | Zakopane HS140 | Zakopane HS140 | punkty |        |        |        |        |        |        |        |        |        |        |        |        |        |        |        |        |        |        |        |        |        |        |        |        |        |        |        |        |        |        |        |        |        |
| -                                                                             | -                 | -               | -               | -          | -          | -               | -               | -                | -                | 20              | 15              | -                   | -                   | -                   | -                | -                | -          | -          | -             | -             | -           | -           | -              | -              | -              | 27     |        |        |        |        |        |        |        |        |        |        |        |        |        |        |        |        |        |        |        |        |        |        |        |        |        |        |        |        |        |        |        |        |        |
| Legenda                                                                       |                   |                 |                 |            |            |                 |                 |                  |                  |                 |                 |                     |                     |                     |                  |                  |            |            |               |               |             |             |                |                |                |        |        |        |        |        |        |        |        |        |        |        |        |        |        |        |        |        |        |        |        |        |        |        |        |        |        |        |        |        |        |        |        |        |        |
| 1 2 3 4-10 11-30 poniżej 30 dq – dyskwalifikacja - – zawodnik nie wystartował |                   |                 |                 |            |            |                 |                 |                  |                  |                 |                 |                     |                     |                     |                  |                  |            |            |               |               |             |             |                |                |                |        |        |        |        |        |        |        |        |        |        |        |        |        |        |        |        |        |        |        |        |        |        |        |        |        |        |        |        |        |        |        |        |        |        |

## Letni Puchar Kontynentalny

### Miejsca w klasyfikacji generalnej
| Sezon | Miejsce |
| ----- | ------- |
| 2024  | 51.     |

### Miejsca w poszczególnych konkursachLetniego Pucharu Kontynentalnego
| Źródło                                                                        | Źródło             | Źródło          | Źródło          | Źródło      | Źródło      | Źródło            | Źródło            | Źródło | Źródło | Źródło | Źródło | Źródło | Źródło | Źródło | Źródło | Źródło | Źródło | Źródło | Źródło | Źródło | Źródło | Źródło | Źródło | Źródło | Źródło | Źródło | Źródło | Źródło | Źródło | Źródło | Źródło | Źródło | Źródło | Źródło | Źródło | Źródło | Źródło | Źródło | Źródło |
| ----------------------------------------------------------------------------- | ------------------ | --------------- | --------------- | ----------- | ----------- | ----------------- | ----------------- | ------ | ------ | ------ | ------ | ------ | ------ | ------ | ------ | ------ | ------ | ------ | ------ | ------ | ------ | ------ | ------ | ------ | ------ | ------ | ------ | ------ | ------ | ------ | ------ | ------ | ------ | ------ | ------ | ------ | ------ | ------ | ------ |
| 2024                                                                          |                    |                 |                 |             |             |                   |                   |        |        |        |        |        |        |        |        |        |        |        |        |        |        |        |        |        |        |        |        |        |        |        |        |        |        |        |        |        |        |        |        |
| Hinterzarten HS109                                                            | Hinterzarten HS109 | Trondheim HS105 | Trondheim HS105 | Stams HS115 | Stams HS115 | Klingenthal HS140 | Klingenthal HS140 | punkty | punkty | punkty | punkty | punkty | punkty | punkty | punkty | punkty | punkty | punkty | punkty | punkty | punkty | punkty | punkty | punkty | punkty | punkty |        |        |        |        |        |        |        |        |        |        |        |        |        |
| -                                                                             | -                  | -               | -               | 25          | 26          | -                 | -                 | 11     | 11     | 11     | 11     | 11     | 11     | 11     | 11     | 11     | 11     | 11     | 11     | 11     | 11     | 11     | 11     | 11     | 11     | 11     |        |        |        |        |        |        |        |        |        |        |        |        |        |
| Legenda                                                                       |                    |                 |                 |             |             |                   |                   |        |        |        |        |        |        |        |        |        |        |        |        |        |        |        |        |        |        |        |        |        |        |        |        |        |        |        |        |        |        |        |        |
| 1 2 3 4-10 11-30 poniżej 30 dq – dyskwalifikacja - − zawodnik nie wystartował |                    |                 |                 |             |             |                   |                   |        |        |        |        |        |        |        |        |        |        |        |        |        |        |        |        |        |        |        |        |        |        |        |        |        |        |        |        |        |        |        |        |

## FIS Cup

### Miejsca w klasyfikacji generalnej
| Sezon     | Miejsce |
| --------- | ------- |
| 2021/2022 | 15.     |
| 2022/2023 | 28.     |
| 2023/2024 | 13.     |
| 2024/2025 | 8.      |

### Zwycięstwa w konkursach indywidualnych FIS Cupu chronologicznie
| 1. | 25 września | 2021 | Lahti    | Salpausselkä  | K-90 | HS-100 | 95,0 m  | 94,5 m  | 248,1 pkt |
| 2. | 26 września | 2021 | Lahti    | Salpausselkä  | K-90 | HS-100 | 101,0 m | 97,0 m  | 253,4 pkt |
| 3. | 24 sierpnia | 2024 | Frenštát | Areal Horečky | K-95 | HS-106 | 98,0 m  | 104,5 m | 247,3 pkt |

### Miejsca na podium w konkursach indywidualnych FIS Cupu chronologicznie
| 1. | 25 września | 2021 | Lahti        | Salpausselkä    | K-90 | HS-100 | 95,0 m  | 94,5 m  | 248,1 pkt | 1. | –       | –               |
| 2. | 26 września | 2021 | Lahti        | Salpausselkä    | K-90 | HS-100 | 101,0 m | 97,0 m  | 253,4 pkt | 1. | –       | –               |
| 3. | 9 sierpnia  | 2024 | Hinterzarten | Rothaus-Schanze | K-99 | HS-109 | 102,0 m | 106,0 m | 243,4 pkt | 3. | 4,6 pkt | Hannes Landerer |
| 4. | 24 sierpnia | 2024 | Frenštát     | Areal Horečky   | K-95 | HS-106 | 98,0 m  | 104,5 m | 247,3 pkt | 1. | –       | –               |

### Miejsca w poszczególnych konkursachFIS Cupu
| Sezon 2021/2022                                                               |                    |                  |                  |                  |                  |             |             |                  |                  |                  |                  |               |               |                  |                  |               |               |                |                |               |               |                |                |               |               |                |                |        |        |        |        |        |        |        |        |        |        |        |        |        |        |        |        |        |        |        |
| Otepää HS97                                                                   | Otepää HS97        | Kuopio HS100     | Kuopio HS127     | Einsiedeln HS117 | Einsiedeln HS117 | Ljubno HS94 | Ljubno HS94 | Villach HS98     | Villach HS98     | Lahti HS100      | Lahti HS100      | Falun HS100   | Falun HS100   | Kandersteg HS106 | Kandersteg HS106 | Notodden HS98 | Notodden HS98 | Zakopane HS105 | Villach HS98   | Villach HS98  | Oberhof HS100 | Oberhof HS100  | punkty         | punkty        | punkty        | punkty         | punkty         | punkty | punkty | punkty | punkty | punkty | punkty | punkty | punkty | punkty | punkty | punkty | punkty | punkty | punkty |        |        |        |        |        |
| -                                                                             | -                  | -                | -                | -                | -                | -           | -           | 5                | 7                | 1                | 1                | -             | -             | -                | -                | -             | -             | 20             | -              | -             | -             | -              | 292            | 292           | 292           | 292            | 292            | 292    | 292    | 292    | 292    | 292    | 292    | 292    | 292    | 292    | 292    | 292    | 292    | 292    | 292    |        |        |        |        |        |
| Sezon 2022/2023                                                               |                    |                  |                  |                  |                  |             |             |                  |                  |                  |                  |               |               |                  |                  |               |               |                |                |               |               |                |                |               |               |                |                |        |        |        |        |        |        |        |        |        |        |        |        |        |        |        |        |        |        |        |
| Frenštát HS106                                                                | Frenštát HS106     | Szczyrk HS104    | Szczyrk HS104    | Einsiedeln HS117 | Einsiedeln HS117 | Kranj HS109 | Kranj HS109 | Villach HS98     | Villach HS98     | Notodden HS98    | Notodden HS98    | Szczyrk HS104 | Szczyrk HS104 | Villach HS98     | Villach HS98     | Oberhof HS100 | Oberhof HS100 | Zakopane HS140 | Zakopane HS140 | punkty        | punkty        | punkty         | punkty         | punkty        | punkty        | punkty         | punkty         | punkty | punkty | punkty | punkty | punkty | punkty | punkty | punkty | punkty | punkty | punkty |        |        |        |        |        |        |        |        |
| 5                                                                             | 5                  | -                | -                | 11               | 14               | -           | -           | -                | -                | -                | -                | -             | -             | -                | -                | 19            | 10            | -              | -              | 170           | 170           | 170            | 170            | 170           | 170           | 170            | 170            | 170    | 170    | 170    | 170    | 170    | 170    | 170    | 170    | 170    | 170    | 170    |        |        |        |        |        |        |        |        |
| Sezon 2023/2024                                                               |                    |                  |                  |                  |                  |             |             |                  |                  |                  |                  |               |               |                  |                  |               |               |                |                |               |               |                |                |               |               |                |                |        |        |        |        |        |        |        |        |        |        |        |        |        |        |        |        |        |        |        |
| Szczyrk HS104                                                                 | Szczyrk HS104      | Einsiedeln HS117 | Einsiedeln HS117 | Villach HS98     | Villach HS98     | Râșnov HS97 | Râșnov HS97 | Kandersteg HS106 | Kandersteg HS106 | Notodden HS98    | Notodden HS98    | Falun HS100   | Falun HS100   | Szczyrk HS104    | Szczyrk HS104    | Oberhof HS100 | Oberhof HS100 | Zakopane HS140 | Zakopane HS140 | punkty        | punkty        | punkty         | punkty         | punkty        | punkty        | punkty         | punkty         | punkty | punkty | punkty | punkty | punkty | punkty | punkty | punkty | punkty | punkty | punkty |        |        |        |        |        |        |        |        |
| -                                                                             | -                  | 6                | 9                | 7                | 12               | -           | -           | 41               | 10               | 12               | 21               | 11            | 19            | -                | -                | 10            | 19            | -              | -              | 259           | 259           | 259            | 259            | 259           | 259           | 259            | 259            | 259    | 259    | 259    | 259    | 259    | 259    | 259    | 259    | 259    | 259    | 259    |        |        |        |        |        |        |        |        |
| Sezon 2024/2025                                                               |                    |                  |                  |                  |                  |             |             |                  |                  |                  |                  |               |               |                  |                  |               |               |                |                |               |               |                |                |               |               |                |                |        |        |        |        |        |        |        |        |        |        |        |        |        |        |        |        |        |        |        |
| Hinterzarten HS109                                                            | Hinterzarten HS109 | Frenštát HS106   | Frenštát HS106   | Szczyrk HS104    | Szczyrk HS104    | Kranj HS109 | Kranj HS109 | Villach HS98     | Villach HS98     | Einsiedeln HS117 | Einsiedeln HS117 | Otepää HS97   | Otepää HS97   | Otepää HS97      | Kandersteg HS106 | Notodden HS98 | Notodden HS98 | Falun HS100    | Falun HS100    | Szczyrk HS104 | Szczyrk HS104 | Eisenerz HS109 | Eisenerz HS109 | Oberhof HS100 | Oberhof HS100 | Zakopane HS140 | Zakopane HS140 | punkty | punkty | punkty | punkty | punkty | punkty | punkty | punkty | punkty | punkty | punkty | punkty | punkty | punkty | punkty | punkty | punkty | punkty | punkty |
| 3                                                                             | 7                  | 6                | 1                | -                | -                | 4           | 4           | -                | -                | -                | -                | -             | -             | -                | 7                | 21            | 13            | -              | -              | 6             | 7             | 8              | 9              | -             | -             | -              | -              | 539    | 539    | 539    | 539    | 539    | 539    | 539    | 539    | 539    | 539    | 539    | 539    | 539    | 539    | 539    | 539    | 539    | 539    | 539    |
| Legenda                                                                       |                    |                  |                  |                  |                  |             |             |                  |                  |                  |                  |               |               |                  |                  |               |               |                |                |               |               |                |                |               |               |                |                |        |        |        |        |        |        |        |        |        |        |        |        |        |        |        |        |        |        |        |
| 1 2 3 4-10 11-30 poniżej 30 dq – dyskwalifikacja - − zawodnik nie wystartował |                    |                  |                  |                  |                  |             |             |                  |                  |                  |                  |               |               |                  |                  |               |               |                |                |               |               |                |                |               |               |                |                |        |        |        |        |        |        |        |        |        |        |        |        |        |        |        |        |        |        |        |